# Olaug Bollestad
Olaug Bollestad, née le 4 novembre 1961 à Stavanger, est une infirmière et femme politique norvégienne.
Entre 2021 et 2024, elle est présidente du Parti populaire chrétien.

## Vie privée
Elle est chrétienne baptiste, membre de la Union baptiste de Norvège.